# جاك حنا
جاك حنا (بالإنجليزية: Jack Hanna)‏ هو عالم حيوانات أمريكي، ولد في 2 يناير 1947 في نوكسفيل في الولايات المتحدة.

## وصلات خارجية
- جاك حنا على موقع IMDb (الإنجليزية)
- جاك حنا على موقع الموسوعة البريطانية (الإنجليزية)
- جاك حنا على موقع ديسكوغز (الإنجليزية)
- جاك حنا على موقع قاعدة بيانات الفيلم (الإنجليزية)